# Штутензее
Штутензее (нем. Stutensee) — город в Германии, районный центр, расположен в земле Баден-Вюртемберг.
Подчинён административному округу Карлсруэ. Входит в состав района Карлсруэ. Население составляет 23 583 человека (на 31 декабря 2010 года). Занимает площадь 45,67 км². Официальный код — 08 2 15 109.
Город подразделяется на 4 городских района.

## Галерея
- Kerns-Max-House at Blankenloch
- "Hermannshäusle" and the protestant Church (Michaeliskirche) at Blankenloch
- Catholic Church at Blankenloch
- Old School-House at Blankenloch
- Railwaystation Blankenloch
- City Hall
- Protestant Church at Friedrichstal
- Protestant Church at Spöck
- Protestant Church at Staffort
- Timber framing houses at Staffort